# Робежниекская волость
Ро́бежниекская во́лость (латыш. Robežnieku pagasts) — одна из 26 территориальных единиц Краславского края Латвии. Граничит со Скайстской, Калниешской, Асунской, Кеповской, Константиновской и Индрской волостями своего края, а также с Верхнедвинским районом Витебской области Белоруссии. Административным центром волости является село Робежниеки.

## Населенные пункты
- среднее село Робежниеки — 367 жителей
- среднее село Скуки — 178 жителей
- среднее село Науляны — 46 жителей
- малое село Плейки — 76 жителей